# Perla Santalla
Amelia Alba «Perla» Santalla (Buenos Aires, 24 de enero de 1928-29 de noviembre de 2023) fue una actriz argentina.

## Trayectoria artística
Debutó formando parte de los elencos en los teatros General San Martín y Nacional Cervantes, actuando en obras como Pájaro de Barro, Elvira y Romancito. En 1947 integra la "Compañía Argentina de Espectáculos Cómicos" en el Teatro Apolo, encabezado por Gregorio Cicarelli, Leonor Rinaldi, Tito Lusiardo y Juan Dardés.
Inició su carrera cinematográfica en 1952 en un pequeño papel en Sala de guardia, de Tulio Demicheli. Su carrera en el cine fue escasa, pero llegó a participar en 15 películas, entre ellas Las campanas de Teresa, Maternidad sin hombres, El profesor hippie, Los debutantes en el amor, El hombre de la deuda externa, entre otros. También participó en radio, donde realizó varios radioteatros, en teatro, en obras como El gran deschave, ¡Jettatore!, El conventillo de la Paloma, Con olor a agua florida, Hipólito y Fedra, El protagonista, Criaturas de Shakespeare y Soledad Tango y en televisión en ciclos como El oro y el barro. Ana Karenina, La señora Ordóñez, El Rafa y El sodero de mi vida, entre otros. En 1964 representó a la Argentina en el Festival de Teatro de las Naciones con la obra Ollantay (París).
En 1965 tuvo gran éxito en TV canal 9 el Teleteatro de las estrellas "Maison Polyana", con Fernanda Mistral y Aída Luz. 
En su carrera recibió premios como el Premio Talia por el Semanario Teatral (1968) y por Pájaro de Barro (1969), el Martín Fierro (1972), el premio a la mejor actriz de reparto, otorgado por la Asociación de Cronistas de Cine (1971), premio Konex de Platino (1981), el Pepino el 88 por la obra teatral Elvira (1982-1983), premio Santa Clara (1985), premio Leónidas Barletta (1992), premio Ace por actriz de comedia (1993), y el premio Sudamérica del Centro de Estudios Históricos (1988). Fue ternada para el premio "Moliere" (1983) y obtuvo el "Reconocimiento a una actitud de vida - Alicia Moreau de Justo" en 1985. En 1995 tuvo gran éxito teatral en Mar del Plata haciendo "Romeo y Julieta" con Gustavo Bermúdez, Fernanda Mistral, Mara Bestelli y elenco.
En 2000 realizó su última aparición cinematográfica en Radioteatro, una pasión de multitudes, donde fue entrevistada en un corto. Durante la década del '90 y la primera del 2000 tuvo una constante aparición en ciclos televisivos.

## Vida personal
Es hija de los célebres actores Amanda Santalla y Guillermo Santalla. Su padre murió a los treinta y seis años, luego de un accidente de tránsito ocurrido a la salida del Teatro Liceo. Estuvo casada con el actor y director Iván Grondona.

## Filmografía
| Año  | Título                                | Personaje           | Notas                       |
| ---- | ------------------------------------- | ------------------- | --------------------------- |
| 2012 | El tabarís, lleno de estrellas        | Ella misma          | Telefilme                   |
| 2000 | Radioteatro, una pasión de multitudes |                     | Cortometraje                |
| 1987 | Las esclavas                          | Madre de Alejandro  |                             |
| 1987 | El hombre de la deuda externa         | Esther              |                             |
| 1986 | Te amo                                | Rosa "Rosita" Lemos |                             |
| 1979 | Este loco amor loco                   | Tía de Clara        |                             |
| 1978 | La rabona                             |                     |                             |
| 1975 | Triángulo de cuatro                   | Nelly               |                             |
| 1974 | Operación Guante Verde                |                     | No estrenada comercialmente |
| 1971 | Juguemos en el mundo                  | Doña Disparate      |                             |
| 1969 | Los debutantes en el amor             |                     |                             |
| 1969 | El profesor hippie                    | Madrastra           |                             |
| 1968 | Maternidad sin hombres                | Dora                |                             |
| 1966 | Romeo y Julieta                       | Julieta             | Telefilme                   |
| 1964 | Usted se casa conmigo                 | Inés                | Telefilme                   |
| 1960 | Los acosados                          | Claudia             | Telefilme                   |
| 1957 | Reencuentro con la gloria             | Luisa               |                             |
| 1957 | Las campanas de Teresa                |                     |                             |
| 1952 | Sala de guardia                       |                     |                             |

## Teatro
- ¡Han robado un millón! (1947).
- La borrachera del tango (1947).
- La duqueza faltó a la cita, con la "Compañía de Grandes Espectáculos Musicales Mapy Cortés-Pedro Quartucci".
- Romancito
- El gran deschave
- ¡Jettatore!
- El conventillo de la Paloma
- Con olor a agua florida
- Hipólito y Fedra
- El protagonista
- Criaturas de Shakespeare
- Soledad Tango
- Trescientas millones
- Con olor a agua florida
- La Invitación al castillo
- El gorro de cascabeles
- Doña Rosita la soltera
- Capocómico
- Ollantay
- Las mujeres sabias
- Edelweiss (2006 - Teatro del Globo)

## Televisión
| Año       | Título                          | Personaje                                                   |
| --------- | ------------------------------- | ----------------------------------------------------------- |
| 2008-2009 | Don Juan y su bella dama        | Augusta Cané de Santillán                                   |
| 2006      | La ley del amor                 | Tia Paty                                                    |
| 2005-2006 | Se dice amor                    | Vicenta Alzaga                                              |
| 2005      | Mujeres asesinas                | Cecilia Pardo de Palacios "Ep: Claudia Sobrero, cuchillera" |
| 2005      | Numeral 15                      |                                                             |
| 2003-2004 | Costumbres argentinas           | Franca Rosetti                                              |
| 2001-2002 | El sodero de mi vida            | Delia Muzzopappa                                            |
| 2000      | Primicias                       | Sofía                                                       |
| 1999      | Mi ex                           |                                                             |
| 1995      | ¡Hola, papi!                    | María Esther                                                |
| 1994      | Con alma de tango               | Trinidad Lagos                                              |
| 1994      | Tres minas fieles               |                                                             |
| 1993-1994 | Gerente de familia              |                                                             |
| 1992-1995 | Alta comedia                    | Varios personajes                                           |
| 1992      | El oro y el barro               | Maribel de Madariaga                                        |
| 1992      | ¡Grande, pa!                    | Beba                                                        |
| 1989      | La extraña dama                 | Sor Caridad                                                 |
| 1988      | El mago                         | Rita                                                        |
| 1988      | Como la vida misma              | Asunción                                                    |
| 1985      | Extraños y amantes              | Carmen                                                      |
| 1985      | Momento de incertidumbre        | Varios                                                      |
| 1985      | Cuentos para ver                | Varios                                                      |
| 1984      | La señora Ordóñez               | Soledad "La Castellana" Lafuente de Maggi                   |
| 1984      | Relaciones amargas              | Olivia Rangel                                               |
| 1983      | Señor amor                      | Clara                                                       |
| 1983      | Ruggero                         | Delia                                                       |
| 1982      | Un novio difícil                | Gabriela                                                    |
| 1982      | Jorge vive en Martínez          |                                                             |
| 1982      | Las 24 horas                    | Varios                                                      |
| 1981      | Teatro de humor                 | Varios                                                      |
| 1981      | El teatro de Mercedes Carreras  | Varios                                                      |
| 1981      | Los especiales de ATC           | Varios                                                      |
| 1980      | El Rafa                         | Angela                                                      |
| 1980      | Un ángel en la ciudad           | Laura                                                       |
| 1980      | Rosa... de lejos                | Lidia Bernaqui                                              |
| 1979      | Una escalera al cielo           | Emilia                                                      |
| 1976      | Pasion y poder                  | Ernestina "Nina" Villar de Montenegro                       |
| 1976      | Paulina Morales                 | Florencia de Morales                                        |
| 1975      | Juan del sur                    | Mariana                                                     |
| 1975      | Teatro como en el teatro        | Varios                                                      |
| 1975      | Caminos del amor                | Yolanda Rivera                                              |
| 1974      | Il giovane Garibaldi            |                                                             |
| 1974      | Amor en silencio                | Andrea Trejo de Ocampo                                      |
| 1974      | Enséñame a quererte             | Paola                                                       |
| 1974      | Vermouth de teatro argentina    | Varios                                                      |
| 1973      | Platea 7                        | Amelia / Soledad / Perla                                    |
| 1973      | Teatro argentino                | Varios                                                      |
| 1972      | La historia de Celia Piran      | Raquel                                                      |
| 1972      | Malevo                          | Elena                                                       |
| 1972      | Ciclo de teatro argentino       | Varios                                                      |
| 1971      | Gabriela                        | Leticia de Montero                                          |
| 1971      | Una luz en la ciudad            | Marcela                                                     |
| 1971      | Cuatro historias de alquiler    | Silvia                                                      |
| 1971      | Jueves sorpresa                 | Varios                                                      |
| 1971      | Teatro 13                       | Varios                                                      |
| 1970      | Una vida para amarte            | Mercedes                                                    |
| 1970      | Uno entre nosotros              | Paula                                                       |
| 1969      | Mujercitas                      | Florencia Escudero                                          |
| 1968      | Un ángel en el fango            | Rosa                                                        |
| 1968      | Estrellita, esa pobre campesina | Cristina                                                    |
| 1967      | Hombres y mujeres de bronce     | Verónica                                                    |
| 1966      | Tres destinos                   | Karla                                                       |
| 1965      | Maison Polyana                  | Sofía Mendel                                                |
| 1965      | Teleteatro de las estrellas     | Varios                                                      |
| 1965      | Teleteatro Palmolive            | Varios                                                      |
| 1963      | Avenida de Mayo 1063            | Rosa                                                        |
| 1962      | Morelia                         | Sandra de Echeverria                                        |
| 1960      | Monte hermoso                   | Eva Morales                                                 |
| 1960      | La hora fate                    | Amelia                                                      |
| 1958      | El decreto                      | María Martha Yrigoyen                                       |
| 1955      | Cartas sin destinos             | Elina                                                       |
| 1954      | Un amor entre las sombras       | Olga                                                        |
| 1952      | Senda Prohibida                 | Clementina                                                  |
| 1951      | Muñeca de cristal               |                                                             |

## Radionovelas
| Año  | Título              | Personaje       |
| ---- | ------------------- | --------------- |
| 1947 | El reino            |                 |
| 1948 | Pequeñeces          |                 |
| 1948 | Bodas de odio       | Josefina        |
| 1949 | Amores              |                 |
| 1949 | Debacles en el amor | María / Blanca  |
| 1950 | Dos caras           | Natalia / Sofía |

## Nominaciones
| Año  | Premios               | Categoría                        | Programa                      | Resultado |
| ---- | --------------------- | -------------------------------- | ----------------------------- | --------- |
| 2005 | Premios Martín Fierro | Mejor Actriz de Reparto en Drama | Numeral 15 y Mujeres asesinas | Nominada  |